# Mestis (gruppo musicale)
Mestis è un progetto parallelo djent nato a Los Angeles nel 2012 per iniziativa del chitarrista statunitense Javier Reyes, componente degli Animals as Leaders.

## Storia del gruppo
In seguito al tour europeo in promozione al secondo album degli Animals as Leaders, Weightless, e alla pubblicazione di Lingua franca del supergruppo musicale T.R.A.M., nell'ottobre 2012 Javier Reyes ha annunciato la creazione di un progetto solista chiamato Mestis, in concomitanza con la firma di un contratto con la Sumerian Records:
 In concomitanza con l'annuncio, Reyes ha annunciato l'EP di debutto Basal Ganglia, pubblicato il 27 novembre dello stesso anno e che ha visto la partecipazione del batterista Matt Garstka (proveniente anch'egli dagli Animals as Leaders), del percussionista Hector Barez (Calle 13 e Bio Ritmo) e del trombonista David Stout (Marvin Gaye, Juan Gabriel e Smokey Robinson).
Dopo alcuni anni di pausa, nei quali Reyes è stato impegnato con gli Animals as Leaders alla realizzazione e alla promozione del loro terzo album The Joy of Motion, il 26 settembre 2015 è stata annunciata l'uscita per il 6 novembre dello stesso anno dell'album di debutto Polysemy, distribuito anch'esso dalla Sumerian Records e anticipato ad ottobre dal brano Pura vida.

## Discografia

### Album in studio
- 2015 – Polysemy
- 2018 – Eikasia

### EP
- 2012 – Basal Ganglia